# Gadirtha turneri
Gadirtha turneri är en fjärilsart som beskrevs av Bethune-Baker 1906. Gadirtha turneri ingår i släktet Gadirtha och familjen trågspinnare. Inga underarter finns listade i Catalogue of Life.